# Love Is the Drug
«Love is the Drug» (español: «El Amor es la Droga») es una versión de Grace Jones de la canción del grupo Roxy Music. Fue grabada para el álbum Warm Leatherette de 1980 y la canción fue lanzada como el segundo sencillo tras "A Rolling Stone" en el Reino Unido, mientras que fue el primer sencillo que se publicó en Alemania. Después de no lograr éxitos en 1980, un remix de la versión fue lanzado en 1986, tras aparecer el álbum recopilatorio Island Life de 1985 y luego se convirtió en un éxito menor en el Reino Unido, alcanzando el puesto 35.

## Lista de canciones
- CL 7" sencillo (1980) Quatro IS 10025

1. «Love Is The Drug» (Editada) - 4:40
2. «Sinning» - 4:16

- EU 12" sencillo (1986) Island 608 032

1. «Love Is The Drug» (Remix) - 6:57
2. «Living My Life» (Versión larga) - 5:28
3. «The Apple Stretching» - 6:55

- FR 7" sencillo (1986) Island 884 675-7

1. «Love Is The Drug» (Remix editado) - 3:42
2. «Living My Life» (7" Mix) - 3:58

- FR 7" promo (1980) Island 6010 179

1. «Love Is The Drug» (Editada) - 4:40
2. «Sinning» (Versión sencillo) - 4:08

- FR 12" sencillo (1986) Island 884 675-1

1. «Love Is The Drug» (Remix) - 6:57
2. «Living My Life» (Versión larga) - 5:28
3. «The Apple Stretching» - 6:55

- GE 7" sencillo (1980) Island 101 819

1. «Love Is The Drug» (Editada) - 4:40
2. «Sinning» (Versión larga) - 4:08

- GE 7" sencillo (1986) Island 108 032

1. «Love Is The Drug» (Remix editado) - 3:42
2. «Living My Life» (Versión larga) - 5:28

- GE 12" sencillo (1980) Island 600 198

1. «Love Is The Drug» (Extendida) - 8:40
2. «Sinning» (Versión larga) - 4:08

- GE 12" sencillo (1986)

1. «Love Is The Drug» (Eric "E.T." Thorngren Mix - Extendedida) - 8:40
2. «Sinning» (Versión extendida) - 4:10
3. «Love Is The Drug» (Eric "E.T." Thorngren Mix - 7" Editada) 3:42
4. «Living My Life» (7" Remix) - 3:58

- GE 12" sencillo (1986) Island 608 032

1. «Love Is The Drug» (Remix) - 6:57
2. «Living My Life» (Versión larga) - 5:28
3. «The Apple Stretching» - 6:55

- SP 7" sencillo (1980) 101.819

1. «Love Is The Drug» (Editada) - 4:40
2. «Sinning» - 4:16

- UK 7" sencillo (1986) Island IS 266/ISG 266

1. «Love Is The Drug» (Remix editado) - 3:47
2. «Living My Life» (Versión larga) - 5:28

- UK 12" sencillo (1986) Island 12 IS 266/12 ISP 266

1. «Love Is The Drug» (Remix) - 6:57
2. «Living My Life» (Versión larga) - 5:28
3. «The Apple Stretching» - 6:55

- US 7" sencillo (1980)

1. «Love Is The Drug» (Editada) - 4:40
2. «Sinning» - 4:16

- US 12" sencillo (1985) Island 0-96860

1. «Love Is The Drug» - 7:15
2. «Demolition Man» - 4:04

- Datos: Q4846342